# 尼德恩西尔
尼德恩西尔是奥地利萨尔茨堡州滨湖采尔县的一个市镇。总面积57平方公里，总人口2440人，人口密度42.8人/平方公里（2005年）。